# Рубіж (Березинський район)
Рубіж (біл. вёска Рубеж) — село в складі Березинського району Мінської області, Білорусь. Село підпорядковане Мачеській сільській раді, розташоване в східній частині області.